# کمان آلیوتی

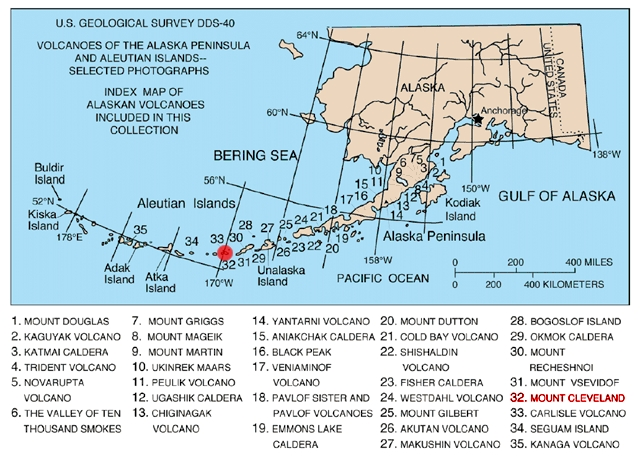
نقشه آتشفشان‌های کمان آلیوتی.

کمان آلیوتی (انگلیسی: Aleutian Arc) یک کمان آتشفشانی بزرگ در ایالت آلاسکای آمریکا است. این کمان آتشفشانی شامل تعدادی آتشفشان فعال و خاموش که در نتیجه فرورانش در امتداد درازگودال آلیوتی پدید آمده‌اند و در امتداد شبه‌جزیره آلاسکا و رشته‌کوه آلیوتی تا جزایر آلیوتی کشیده شده‌اند.
کمان آتشفشانی آلیوتی نشان‌دهنده فرورانش صفحه اقیانوس آرام به زیر صفحه آمریکای شمالی است و در طول ۳۰۰۰ کیلومتر از شبه‌جزیره کامچاتکا در شرق تا خلیج آلاسکا در غرب گسترده شده است.